# Pernilla Johansson
Pernilla Johansson, född 1975 i Kalmar, är en svensk kampsportare som tävlade i Taekwondo ITF, kick- och thaiboxning. Hon har bland annat tagit dubbla VM-brons i Taekwondo.

## Biografi
Pernilla Johansson började sin karriär på Kalmar Shotokan karateklubb. År 1995 övergick hon till Frölunda Taekwon-do ITF i Göteborg.[källa behövs] Där togs hon 1998 ut till det svenska landslaget och fick svart bälte. År 2001 flyttade Pernilla Johansson till Stockholm för att studera på Polishögskolan och jobbade sedan som polis i 5 år. Hon tävlade för Vallentuna Boxingcamp.[källa behövs]
År 2004 började Johansson träna thaiboxning. Två år senare vann hon IFMA amatör-VM i Bangkok och tog sedan även WMC:s VM-titel som proffs, då hon mötte Sindy Maricic (Australien) på hemmaplan i Globen. Proffsmatchen gjorde att hon tvingades säga upp sig som polis.
Idag driver hon klubben TiP Muay Thai IF och IMPACT gym tillsammans med Simon Waters Ogolla.

## Meriter

### Kick- och thaiboxning
- VM-guld WMC 2006
- VM-guld IFMA 2006
- VM-guld WKA 2004
- SM-guld Thaiboxning 2006
- SM-guld Thaiboxning 2005
- SM-guld Kickboxning fullkontakt 2005

## Taekwon-do ITF
- EM-guld 2002
- EM-guld 2000
- NM-guld 2003
- NM-guld 1998
- SM-guld 1996-2002
- EM-silver 2003
- VM-brons 2003
- VM-brons 2001